# Melipona melanoventer
Melipona melanoventer là một loài Hymenoptera trong họ Apidae. Loài này được Schwarz mô tả khoa học năm 1932.